# Wilfried Siegele
Wilfried Siegele, född 26 juni 1958, är en friidrottare från Österrike. Han deltog vid olympiska sommarspelen 1980.